# انجمن استاندارد IEEE
موسسه استانداردهای مهندسین برق و الکترونیک (اختصاری IEEE SA) یک واحد عملیاتی درون IEEE است که استانداردهای جهانی را در طیف گسترده‌ای از صنایع، از جمله: نیرو و انرژی ، سیستم‌های هوش مصنوعی ، اینترنت اشیا ، فناوری مصرف‌کننده و لوازم الکترونیکی مصرفی ، توسعه می‌دهد. مراقبت های زیست پزشکی و بهداشتی ، فناوری یادگیری ، فناوری اطلاعات و رباتیک ، مخابرات ، خودروسازی ، حمل و نقل ، اتوماسیون خانگی ، فناوری نانو ، تضمین اطلاعات ، فناوری های نوظهور و بسیاری موارد دیگر.
این سازمان بیش از یک قرن است که درحال توسعه استاندارد ها است، تعادل، شفافیت، رویه های منصفانه و اجماع از معیار های این سازمان می‌باشد. کارشناسان فنی از سراسر جهان در توسعه استانداردهای IEEE مشارکت دارند.

## عضویت
سازمان استاندارد IEEE دارای دو گزینه عضویت است که امکان مشارکت بیشتر در فعالیت های IEEE SA، توسعه استانداردها و حاکمیت را فراهم می کند. اینها هستند:
1. عضویت شرکتی نیازهای سازمان ها را در هر اندازه ای برآورده می کند و مشارکت چند ذی نفع را در پروژه های توسعه استانداردهای شرکتی یا "نهاد" ممکن می سازد.
2. عضویت انفرادی برای متخصصان مستقل و سایر افراد علاقه مند به مشارکت در پروژه های توسعه استانداردهای فردی طراحی شده است.

## کمیته ها و قالب های استاندارد استاندارد IEEE
| IEEE P80                   | راهنمای ایمنی در زمین گیری ایستگاه های زیر AC                                                                   |  |
| IEEE 255                   | نماد نامه های استاندارد برای دستگاه های نیمه رسانا، IEEE-255-1963                                               |  |
| IEEE 260                   | نماد نامه های استاندارد برای واحد های اندازه گیری، IEEE-260-1978 (حالا 260.1-2004)                              |  |
| IEEE 488                   | رابط دیجیتال استاندارد برای ابزار برنامه ریزی شده، IEEE-488-1978 (حالا 488.1)                                   |  |
| IEEE 519                   | شیوه های توصیه شده و الزامات کنترل هماهنگ در سیستم های برق                                                      |  |
| IEEE 603                   | معیارهای استاندارد برای سیستم های ایمنی نیروگاه های تولید انرژی هسته ای                                         |  |
| IEEE 610                   | لغت استاندارد اصطلاحات مهندسی نرم افزار                                                                         |  |
| IEEE 754                   | مشخصات ریاضی نقطه شناور                                                                                         |  |
| IEEE 802                   | LAN/MANمرد |  |
| IEEE 802.1                 | استاندارد های پل و مدیریت LAN/MAN و کنترل دسترسی از راه دور به رسانه ها (MAC)                                   |  |
| IEEE 802.2                 | استاندارد های کنترل لینک منطقی (LLC) برای اتصال                                                                 |  |
| IEEE 802.3                 | استاندارد های اترنت برای دسترسی چندگانه با تشخیص برخورد (CSMA/CD)                                               |  |
| IEEE 802.4                 | استاندارد های دسترسی اتوبوس عبور رمزنگاری                                                                       |  |
| IEEE 802.5                 | استاندارد های دسترسی به حلقه های رمزنگاری و ارتباطات بین LAN ها و MAN ها                                        |  |
| IEEE 802.6                 | استاندارد های تبادل اطلاعات بین سیستم ها                                                                        |  |
| IEEE 802.7                 | استاندارد برای کابل LAN باند گسترده                                                                             |  |
| IEEE 802.8                 | اتصال فیبر نوری                                                                                                 |  |
| IEEE 802.9                 | استاندارد برای خدمات یکپارچه، مانند صدا.                                                                        |  |
| IEEE 802.10                | استاندارد های پیاده سازی امنیت LAN/MAN                                                                          |  |
| IEEE 802.11                | شبکه های بی سیم - "وای فای" –                                                                                   |  |
| IEEE 802.12                | استاندارد برای روش دسترسی اولویت طلب                                                                            |  |
| IEEE 802.14                | استاندارد های ارتباطات باند گسترده تلویزیون کابل                                                                |  |
| IEEE 802.15.2              | مکانیسم همبستگی بلوتوث و وای فای                                                                                |  |
| IEEE 802.15.4              | شبکه های کنترل و سنسور بی سیم "Zigbee"                                                                          |  |
| IEEE 802.15.6              | شبکه ی سیم بی سیم بدن (BAN)                                                                                     |  |
| IEEE 802.16                | شبکه های بی سیم - "WiMAX" –                                                                                     |  |
| IEEE 802.24                | استاندارد های کنترل لینک منطقی (LLC) برای اتصال                                                                 |  |
| IEEE 828                   | مدیریت پیکربندی در مهندسی سیستم ها و نرم افزار                                                                  |  |
| IEEE 829                   | مستندات آزمون نرم افزار                                                                                         |  |
| IEEE 830                   | مشخصات نیاز به نرم افزار                                                                                        |  |
| IEEE 854                   | استاندارد برای ریدیکس مستقل ارئتمیک نقطه شناور، IEEE-854-1987 (به جای IEEE-754-2008 و جدیدتر)                   |  |
| IEEE 896                   | اتوبوس آینده |  |
| IEEE P1003.1               | رابط سیستم عامل قابل حمل - - POSIX –                                                                            |  |
| IEEE 1016                  | توضیحات طراحی نرم افزار                                                                                         |  |
| IEEE 1028                  | استاندارد بررسی و حسابرسی نرم افزار                                                                             |  |
| IEEE 1044.1                | طبقه بندی استاندارد برای ناهنجاری های نرم افزار                                                                 |  |
| IEEE 1059                  | برنامه تأیید و تأیید نرم افزار                                                                                  |  |
| IEEE 1073                  | استاندارد های ارتباطی دستگاه های پزشکی                                                                          |  |
| IEEE 1074                  | چرخه عمر توسعه نرم افزار                                                                                        |  |
| IEEE 1076                  | VHDL - زبان توصیف سخت افزار VHSIC –                                                                             |  |
| IEEE 1149.1                | JTAG |  |
| IEEE 1149.6                | AC-JTAG |  |
| IEEE 1180                  | دقت تراکنش کوسین متمایز                                                                                         |  |
| IEEE 1196                  | نوبوس |  |
| IEEE 1233                  | مشخصات الزامات سیستم                                                                                            |  |
| IEEE 1275                  | نرم افزار باز                                                                                                   |  |
| IEEE 1284                  | بندر موازی |  |
| IEEE P1363                 | رمزنگاری کلید عمومی                                                                                             |  |
| IEEE 1364                  | ویرلوج |  |
| IEEE 1394                  | اتوبوس سریال - "FireWire" ، "i.Link" –                                                                          |  |
| IEEE 1471                  | معماری نرم افزار / معماری سیستم                                                                                 |  |
| IEEE 1541                  | پیشگام برای چندان دوگانه                                                                                        |  |
| IEEE 1547                  | استاندارد برای ارتباط بین المللی و قابلیت همکاری منابع انرژی توزیع شده با رابط های سیستم های برق مرتبط          |  |
| IEEE 1584                  | راهنمای انجام محاسبات خطر فلش آرک                                                                               |  |
| IEEE 1588                  | پروتکل زمان دقیق                                                                                                |  |
| IEEE 1609                  | دسترسی بی سیم در محیط های خودرو (WAVE)                                                                          |  |
| IEEE P1619                 | گروه کار امنیت در ذخیره سازی (SISWG)                                                                            |  |
| IEEE 1625                  | استاندارد برای باتری های قابل شارژ برای دستگاه های کامپیوتری چند سلول                                           |  |
| IEEE 1666                  | استاندارد IEEE برای استاندارد سیستمC دستور کار مرجع زبان                                                        |  |
| IEEE 1667                  | پروتکل استاندارد برای تأیید در ضمیمه های میزبان دستگاه های ذخیره سازی موقت                                      |  |
| IEEE 1701                  | پروتکل ارتباطات بندر نوری برای تکمیل جدول داده های دستگاه های نهایی صنعت خدمات                                  |  |
| IEEE 1800                  | سیستمVerilog |  |
| IEEE 1801                  | فرمت قدرت یکپارچه                                                                                               |  |
| IEEE 1849                  | استاندارد IEEE برای جریان رویداد قابل گسترش (XES) برای دستیابی به همکاری در روزنامه های رویداد و جریان رویداد   |  |
| IEEE 1855                  | استاندارد IEEE برای زبان نشان دادن فازی                                                                         |  |
| IEEE 1901                  | باند گسترده بر روی شبکه های خط برق                                                                              |  |
| IEEE 1906.1                | شیوه های توصیه شده برای چارچوب ارتباطات نانوسکال و مولکولی                                                      |  |
| IEEE 1914                  | گروه کار کنترلی Fronthaul نسل بعدی                                                                              |  |
| IEEE 1914.1                | استاندارد برای شبکه های حمل و نقل پیشروی مبتنی بر بسته                                                          |  |
| IEEE 1914.3                | استاندارد برای رادیو بیش از اترنت انکاپسلاسیون و نقشه برداری                                                    |  |
| IEEE 2030                  | راهنمای همکار بودن شبکه هوشمند فناوری انرژی و فناوری اطلاعات با سیستم برق (EPS) ، کاربردهای استفاده نهایی و بار |  |
| IEEE 20305                 | استاندارد برای پروتکل کاربردی پروفایل انرژی هوشمند                                                              |  |
| IEEE 2050                  | RTOS برای سیستم های داخلی استاندارد                                                                             |  |
| IEEE 2143.1                | استاندارد برای فرآیند کلی پرداخت در کریپتوکرنسی                                                                 |  |
| IEEE 2413                  | استاندارد برای یک چارچوب معماری برای اینترنت اشیا (IoT)                                                         |  |
| IEEE 2418.2                | طرح استاندارد فرمت داده برای سیستم های بلاکچین تایید شد                                                         |  |
| IEEE 2600                  | امنیت دستگاه و سیستم های چاپ سخت (و پروفایل های حفاظت از ISO/IEC 15408 مرتبط)                                   |  |
| IEEE 3001.4                | شیوه های توصیه شده برای تخمین هزینه های سیستم های برق صنعتی و تجاری                                             |  |
| IEEE 7010                  | شیوه های توصیه شده برای ارزیابی تاثیر سیستم های مستقل و هوشمند بر رفاه انسان                                    |  |
| IEEE 12207                 | تکنولوژی اطلاعات - فرآیندهای چرخه عمر نرم افزار –                                                               |  |
| IEEE C37.2040              | نیازها استاندارد امنیت سایبری برای سیستم های اتوماسیون، حفاظت و کنترل ایستگاه های زیر                           |  |
| IEEE LTSC                  | کمیته استاندارد های فناوری یادگیری IEEE (LTSC)                                                                  |  |
| کمیته ی لوازم جانبی IEEE   | سری استاندارد C37 برای تجهیزات ولتاژ پایین و بالا                                                               |  |
| کمیته ی ترانسفارمرهای IEEE | مجموعه معیارهای C57 برای طراحی، آزمایش، تعمیر، نصب و کار و نگهداری ترانسفورماتورها                              |  |

## جوایز
IEEE SA مشارکت برجسته توسعه استانداردها را از طریق دسته های مختلف جوایز به رسمیت می شناسد.